# Dieter Schenk

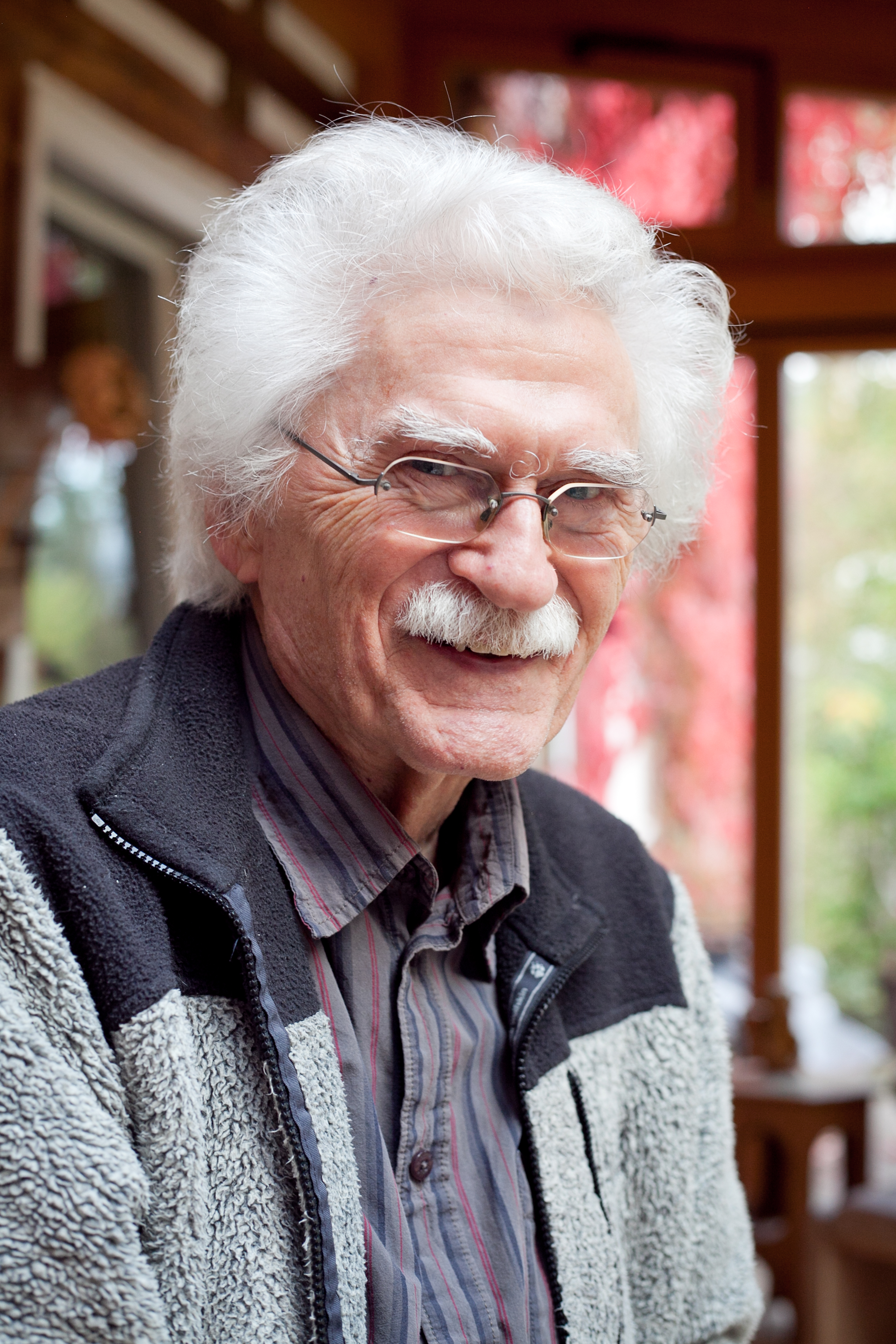
Dieter Schenk, Lampertsfeld 2017

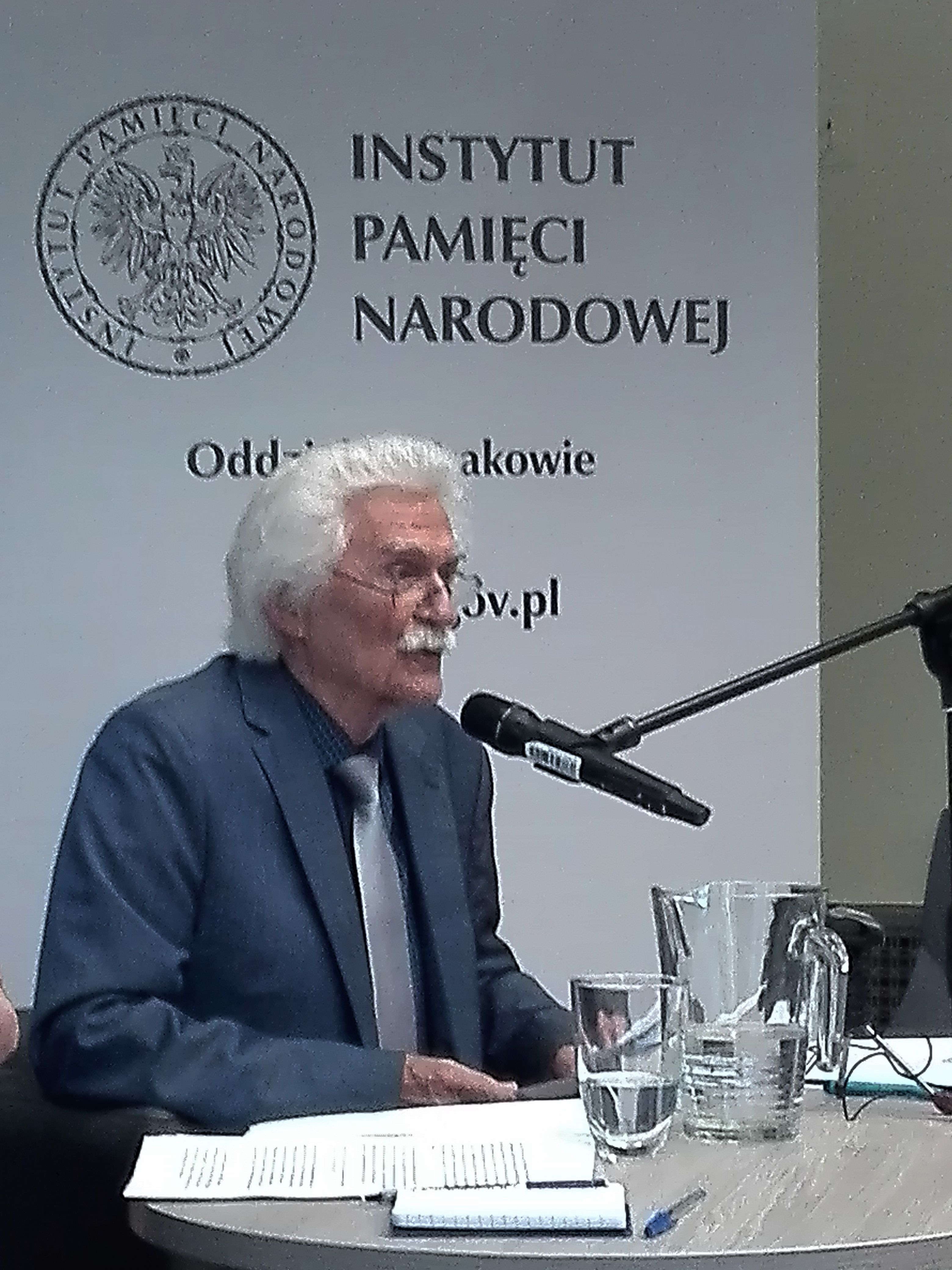
Dieter Schenk w IPN (2018)

Dieter Schenk (ur. 14 marca 1937 we Frankfurcie nad Menem) – niemiecki kryminolog, literat i niezależny publicysta. Autor książek o zbrodniach Niemiec nazistowskich głównie w Polsce.

## Życiorys
W latach 1963–1971 był pracownikiem Krajowego Urzędu Kryminalnego (policji kryminalnej) w Wiesbaden, w latach 1971-1972 studiował w akademii dowództwa policji, a następnie do roku 1979 był komendantem policji kryminalnej w Gießen. W kolejnych latach (1980–1980) dyrektor ds. kryminalnych w komórce Interpolu przy Federalnej Policji Kryminalnej Niemiec w Wiesbaden. Był członkiem grupy „Krytyczni Policjanci”. W 1989 r. odszedł ze służby w Federalnej Policji Kryminalnej ze względu na współpracę BKA z reżimami stosującymi tortury, na którą Schenk się nie godził. W roku 1991 był jednym ze współzałożycieli organizacji Business Crime Control. Od 1993 prowadzi badania nad zbrodniami hitlerowskimi, zwłaszcza w Polsce. Od 1998 jest profesorem wizytującym Uniwersytetu Łódzkiego i prowadzi wykłady o historii narodowego socjalizmu. Działa w Amnesty International.
Wydana przez niego książka Poczta Polska w Gdańsku: dzieje pewnego niemieckiego zabójstwa sądowego przyczyniła się do rehabilitacji przez sąd w Lubece gdańskich pocztowców, którzy po poddaniu się zostali skazani przez niemiecki sąd polowy na karę śmierci i rozstrzelani.
Oprócz książek o zbrodniach hitlerowskich pisze powieści, słuchowiska, sztuki teatralne oraz książki dla młodzieży.

## Publikacje (wybór)
- Poczta Polska w Gdańsku: dzieje pewnego niemieckiego zabójstwa sądowego, Gdańsk: Polnord – Oskar, 1999 ISBN 83-86181-44-3
- Albert Forster – gdański namiestnik Hitlera: zbrodnie hitlerowskie w Gdańsku i Prusach Zachodnich, Gdańsk: Polnord – Oskar, 2002 ISBN 83-86181-83-4
- Jak pogoniłam Hitlera: Gdańszczanka-Polka w ruchu oporu, tłum. Henryk Kleinzeller, Gdańsk: Wydawnictwo Marpress, 2006 ISBN 83-89091-82-8
- Hans Frank: biografia generalnego gubernatora, tłum. Krzysztof Jachimczak, Kraków: Społeczny Instytut Wydawniczy Znak, 2009 ISBN 978-83-240-1227-5
- Noc morderców. Kaźń polskich profesorów we Lwowie i holokaust w Galicji Wschodniej, tłum. Paweł Zarychta, Wydawnictwo Wysoki Zamek, Kraków 2011 ISBN 978-83-931373-5-0
- Krakauer Burg. Wawel jako ośrodek władzy Generalnego Gubernatora Hansa Franka w latach 1939–1945, Wydawnictwo Wysoki Zamek, 2013, ISBN 9788393611737
- Gdańsk 1930–1945. Koniec pewnego Wolnego Miasta, tłum. Wawrzyniec Sawicki, Wyd. Oskar, Gdańsk 2014, ISBN 978-83-6370-972-3.
- Arthur Greiser. Biografia i proces namiestnika III Rzeszy w Kraju Warty. Współautor Witold Kulesza · tłum. Ewa i Grzegorz Bluszczowie, Wydawnictwo Uniwersytetu Łódzkiego, 2023, ISBN 978-83-8142-775-3

## Wyróżnienia
Od rządu Republiki Federalnej Niemiec otrzymał Order Zasługi Republiki Federalnej Niemiec na Wstędze. W uznaniu zasług otrzymał w 1997 gdański Medal św. Wojciecha, w 1998 Medal 1000-lecia Gdańska, a 29 sierpnia 2002 przyznano mu honorowe obywatelstwo miasta Gdańska. W 2000 został odznaczony Krzyżem Oficerskim Orderu Zasługi Rzeczypospolitej Polskiej, a w roku 2017 został doktorem honoris causa Uniwersytetu Łódzkiego. W 2012 otrzymał nagrodę Kustosz Pamięci Narodowej.
W 2012 jego książka pt. Noc morderców. Kaźń polskich profesorów we Lwowie i holokaust w Galicji Wschodniej została wyróżniona w kategorii „Najlepsza książka naukowa poświęcona dziejom Polski i Polaków w XX wieku” nagrodą jury w Konkursie Książka Historyczna Roku.

## Życie prywatne
Mieszka w Lampertsfeld k. Schenklengsfeld w Hesji oraz w Berlinie. Ma cztery córki i pięcioro wnuków.